# 樊市人
樊市人（？—前150年），樊哙庶子，封舞阳侯。在位29年后去世，谥号为舞阳荒侯。

## 生平
樊市人是樊哙小妾之子，因为是庶子，不能继承爵位。前188年（汉惠帝六年），樊哙去世。樊哙死后，嫡子樊伉继承侯位。樊伉是樊哙与吕后之妹吕媭生下的儿子。樊伉在位9年后，吕后去世，大臣们诛灭诸吕，樊伉因为是吕媭的儿子也被杀死。舞阳侯的爵位因此中断了几个月。
汉文帝即位后，樊市人被封为舞阳侯，并恢复了原来的食邑。樊市人在位29年去世，谥号荒侯。儿子樊他广继承舞阳侯。

## 家庭
- 父亲：樊哙
- 嫡母：吕媭
- 生母：□氏
- 大哥：樊伉（同父异母）
- 妹妹：樊□
- 妻子：□氏